# Kaiserstuhlbahn
| |                                                                                                   |                                                                |                                                                |
| Streckennummer (DB): | 9431 (Riegel–Breisach) 9432 (Gottenheim–Riegel)                                                   |                                                                |                                                                |
| Kursbuchstrecke (DB): | 723 (Riegel–Breisach) 727 (Gottenheim–Endingen)                                                   |                                                                |                                                                |
| Kursbuchstrecke: | 303c (Gottenheim – Endingen (Baden) 1946) 303b (Riegel (Elzbrücke) – Breisach (Kaierstuhlb) 1946) |                                                                |                                                                |
| Streckenlänge: | 37,6 km                                                                                           |                                                                |                                                                |
| Spurweite: | 1435 mm (Normalspur)                                                                              |                                                                |                                                                |
| Streckenklasse: | C2                                                                                                |                                                                |                                                                |
| Stromsystem: | 15 kV, 16,7 Hz ~                                                                                  |                                                                |                                                                |
| Maximale Neigung: | 8,5 ‰                                                                                             |                                                                |                                                                |
| Minimaler Radius: | 190 m                                                                                             |                                                                |                                                                |
| Streckengeschwindigkeit: | 100 km/h                                                                                          |                                                                |                                                                |
| Zugbeeinflussung: | PZB                                                                                               |                                                                |                                                                |
| |                                                                                                   |                                                                |                                                                |
| \| \| \| von Freiburg im Breisgau \| \| \| \| 11,7 \| Gottenheim \| Gottenheim \| \| \| \| nach Breisach \| \| \| \| 10,6 \| Bötzingen \| Bötzingen \| \| \| 9,7 \| Bötzingen Mühle \| Bötzingen Mühle \| \| \| 8,1 \| Eichstetten am Kaiserstuhl \| Eichstetten am Kaiserstuhl \| \| \| 6,4 \| Nimburg (Baden) \| Nimburg (Baden) \| \| \| 4,2 \| Bahlingen-Riedlen \| Bahlingen-Riedlen \| \| \| 3,1 \| Bahlingen am Kaiserstuhl \| Bahlingen am Kaiserstuhl \| \| \| \| \| \| \| \| 0,0 \| Riegel-Malterdingen \| Riegel-Malterdingen \| \| \| 0,3 \| Übergabe zur Rheintalbahn \| Übergabe zur Rheintalbahn \| \| \| 0,6 \| ehem. Verbindungskurve zur Rheintalbahn \| ehem. Verbindungskurve zur Rheintalbahn \| \| \| \| Brücke über die Elz \| \| \| \| \| \| \| \| \| 0,01,7 \| Riegel am Kaiserstuhl Ort \| Riegel am Kaiserstuhl Ort \| \| \| 5,5 \| Endingen am Kaiserstuhl \| Endingen am Kaiserstuhl \| \| \| 9,1 \| Königschaffhausen \| Königschaffhausen \| \| \| 12,2 \| Sasbach am Kaiserstuhl \| Sasbach am Kaiserstuhl \| \| \| 14,7 \| Jechtingen \| Jechtingen \| \| \| 16,7 \| Burkheim-Bischoffingen \| Burkheim-Bischoffingen \| \| \| 18,6 \| Oberrotweil \| Oberrotweil \| \| \| 22,3 \| Achkarren \| Achkarren \| \| \| \| von Gottenheim-Freiburg im Breisgau \| \| \| \| 25,9 \| Breisach \| Breisach \| \| \| \| \| \| \| \| \| ehem. Rheinbrücke Breisach Staatsgrenze Frankreich/Deutschland \| \| \| \| \| \| \| \| \| \| nach Colmar \| \| |                                                                                                   |                                                                |                                                                |
| Strecke |                                                                                                   | von Freiburg im Breisgau                                       | von Freiburg im Breisgau                                       |
| Bahnhof | 11,7                                                                                              | Gottenheim                                                     | Gottenheim                                                     |
| Abzweig geradeaus und nach links |                                                                                                   | nach Breisach                                                  | nach Breisach                                                  |
| Bahnhof | 10,6                                                                                              | Bötzingen                                                      | Bötzingen                                                      |
| Haltepunkt / Haltestelle | 9,7                                                                                               | Bötzingen Mühle                                                | Bötzingen Mühle                                                |
| Bahnhof | 8,1                                                                                               | Eichstetten am Kaiserstuhl                                     | Eichstetten am Kaiserstuhl                                     |
| Bahnhof | 6,4                                                                                               | Nimburg (Baden)                                                | Nimburg (Baden)                                                |
| Haltepunkt / Haltestelle | 4,2                                                                                               | Bahlingen-Riedlen                                              | Bahlingen-Riedlen                                              |
| Haltepunkt / Haltestelle | 3,1                                                                                               | Bahlingen am Kaiserstuhl                                       | Bahlingen am Kaiserstuhl                                       |
| Verschwenkung von rechts |                                                                                                   |                                                                |                                                                |
| Kopfbahnhof Streckenanfang · Strecke | 0,0                                                                                               | Riegel-Malterdingen                                            | Riegel-Malterdingen                                            |
| Abzweig geradeaus, nach rechts und ehemals von rechts · Strecke | 0,3                                                                                               | Übergabe zur Rheintalbahn                                      | Übergabe zur Rheintalbahn                                      |
| Strecke · Strecke | 0,6                                                                                               | ehem. Verbindungskurve zur Rheintalbahn                        | ehem. Verbindungskurve zur Rheintalbahn                        |
| Brücke über Wasserlauf · Strecke |                                                                                                   | Brücke über die Elz                                            | Brücke über die Elz                                            |
| Verschwenkung nach links · Verschwenkung nach rechts |                                                                                                   |                                                                |                                                                |
| Bahnhof | 0,01,7                                                                                            | Riegel am Kaiserstuhl Ort                                      | Riegel am Kaiserstuhl Ort                                      |
| Bahnhof | 5,5                                                                                               | Endingen am Kaiserstuhl                                        | Endingen am Kaiserstuhl                                        |
| Bahnhof | 9,1                                                                                               | Königschaffhausen                                              | Königschaffhausen                                              |
| Bahnhof | 12,2                                                                                              | Sasbach am Kaiserstuhl                                         | Sasbach am Kaiserstuhl                                         |
| Bahnhof | 14,7                                                                                              | Jechtingen                                                     | Jechtingen                                                     |
| Haltepunkt / Haltestelle | 16,7                                                                                              | Burkheim-Bischoffingen                                         | Burkheim-Bischoffingen                                         |
| Bahnhof | 18,6                                                                                              | Oberrotweil                                                    | Oberrotweil                                                    |
| Bahnhof | 22,3                                                                                              | Achkarren                                                      | Achkarren                                                      |
| Abzweig geradeaus und von links |                                                                                                   | von Gottenheim-Freiburg im Breisgau                            | von Gottenheim-Freiburg im Breisgau                            |
| Kopfbahnhof Strecke ab hier außer Betrieb | 25,9                                                                                              | Breisach                                                       | Breisach                                                       |
| |                                                                                                   |                                                                |                                                                |
| Grenze auf Brücke über Wasserlauf (Strecke außer Betrieb) |                                                                                                   | ehem. Rheinbrücke Breisach Staatsgrenze Frankreich/Deutschland | ehem. Rheinbrücke Breisach Staatsgrenze Frankreich/Deutschland |
| |                                                                                                   |                                                                |                                                                |
| Strecke (außer Betrieb) |                                                                                                   | nach Colmar                                                    | nach Colmar                                                    |

Die Kaiserstuhlbahn ist eine Nebenbahn, die mit den Strecken Gottenheim–Riegel Ort–Endingen am Kaiserstuhl und Riegel-Malterdingen–Endingen am Kaiserstuhl–Breisach den Kaiserstuhl östlich, nördlich und westlich umfährt. In Riegel-Malterdingen besteht Anschluss an die Rheintalbahn und damit in Richtung Offenburg oder Freiburg im Breisgau. In Gottenheim und Breisach besteht Übergang zur Bahnlinie Freiburg–Breisach (Breisacher Bahn), die am Südrand des Kaiserstuhls verläuft. Auf den Strecken finden Personennahverkehr, Güterverkehr und auch Museumsbahnbetrieb (Rebenbummler) statt. Betriebsmittelpunkt ist der Bahnhof Endingen, in dem sich die Verwaltung, das Bahnbetriebswerk und Fahrzeughallen befinden.
Zwischen 2017 und 2019 wurden die beiden Strecken vollständig elektrifiziert, und als westliche Kaiserstuhlbahn (S5) sowie östliche Kaiserstuhlbahn (S11) in das Verkehrskonzept der Breisgau-S-Bahn eingebunden. Im Stundentakt verkehren Talent 3 als S5 von Breisach nach Riegel-Malterdingen.
Von Endingen a. K. nach Gottenheim fährt alle 30 Minuten ein Alstom Coradia Continental (ET 1440) als S11.

## Geschichte
Die Streckenteile Gottenheim–Riegel am Kaiserstuhl Ort und Riegel-Malterdingen–Endingen wurden am 15. Dezember 1894 eröffnet, am 7. September 1895 folgte der restliche Abschnitt Endingen–Breisach. Erbauer war das Badische Eisenbahnkonsortium unter dem Eisenbahnunternehmer Herrmann Bachstein, das die Bahn am 8. Dezember 1897 mit Wirkung zum 1. April 1897 gemeinsam mit der Bregtalbahn sowie der Zell-Todtnauer-Eisenbahn in die Süddeutsche Eisenbahn-Gesellschaft (SEG) einbrachte.
Die Kaiserstuhlbahn ist die letzte komplett erhaltene und vollständig in Betrieb befindliche Normalspurstrecke der ehemaligen Süddeutschen Eisenbahn-Gesellschaft (SEG).
Nachdem die SEG Ende 1952 wegen der hohen Defizite aller ihrer Nebenbahnstrecken auf eine Verlängerung der Konzession verzichtet hatte, wurde die Kaiserstuhlbahn mit Wirkung zum 1. Januar 1953 vom Land Baden-Württemberg übernommen und in die Mittelbadische Eisenbahn-Gesellschaft AG (MEG) eingegliedert.
Unter der MEG begann eine Rationalisierung und Modernisierung der Strecke mit der kompletten Umstellung auf Dieselbetrieb, der Einführung des Zugleitbetriebes sowie des Ein-Mann-Betriebes für Triebwagen. Ab Mitte der 1950er Jahre entwickelte sich der Busverkehr mit hohen Zuwachsraten zum zweiten Standbein des Personenverkehrs.
Am 1. Oktober 1971 fusionierte die MEG mit der Südwestdeutschen Eisenbahn-Gesellschaft AG (SWEG) mit Sitz in Lahr, die 1984 in Südwestdeutsche Verkehrs-Aktiengesellschaft umbenannt wurde. Durch die Fusion konnte die Werkstatt der Münstertalbahn in Sulzburg aufgegeben und die Unterhaltung der Fahrzeuge nach Endingen verlegt werden. 1978 nahm der Museumsdampfzug „Rebenbummler“ seinen regelmäßigen Betrieb auf.

## Das S-Bahn-Konzept
Gemeinsam mit anderen Unternehmen gründete die SWEG am 1. Januar 1994 den Regio-Verkehrsverbund Freiburg (RVF). Das Konzept der Breisgau-S-Bahn sah sowohl für die Strecke Freiburg–Breisach als auch für die Kaiserstuhlbahn einen integrierten Taktverkehr mit modernen Leichtbautriebwagen vor, um die Kaiserstuhl-Region besser an Freiburg anzubinden.
1995 gründete die SWEG zusammen mit der Freiburger Verkehrs AG mit jeweils 50 % Anteil das Tochterunternehmen Breisgau-S-Bahn GmbH (BSB), welches 1997 den Betrieb auf der Breisacher Bahn übernahm. Damit lag nun der gesamte Verkehr rund um den Kaiserstuhl in der Hand der SWEG. 2002 folgte die Übernahme der Elztalbahn durch die BSB. Für die Strecken der Kaiserstuhlbahn, Breisacher Bahn, Elztalbahn und Münstertalbahn wurden insgesamt 21 Nahverkehrstriebwagen vom Typ Regio-Shuttle RS 1 beschafft, die alle in Endingen stationiert sind.
Eine Kooperationsvereinbarung zwischen RVG und Nahverkehrsgesellschaft Baden-Württemberg (NVBW) vom 11. März 2009 beinhaltete die Elektrifizierung des S-Bahn-Netzes im Freiburger Raum bis zum Jahr 2018. Dabei wurden auch die Strecken Breisach–Riegel am Kaiserstuhl und Riegel am Kaiserstuhl Ort–Gottenheim elektrifiziert. Im April 2017 fand dazu der symbolische erste Spatenstich statt. Am 8. Juli 2019 um 19 Uhr wurde die Oberleitung unter Spannung gesetzt.
Bis Januar 2019 wurde in Gottenheim und bis Dezember 2019 auch in Breisach je ein mechanisches Stellwerk der Bauart Einheit betrieben. Beide Bahnhöfe werden nun vom elektronischen Stellwerk (ESTW) in Freiburg-Wiehre am Bedienplatz „Breisach“ ferngesteuert.
Ab dem Fahrplanjahr 2020 sollte halbstündlich in Gottenheim und stündlich in Titisee geflügelt werden. Aufgrund von Problemen muss in Gottenheim nach Endingen a. K. umgestiegen werden. Zudem fährt sonntags zwischen Titisee und Seebrugg nur stündlich ein Zug. Es fallen aber auch immer wieder Züge aus, was ungenügend kommuniziert wird. Deshalb wird auf der Linie S1 ab dem 17. Februar 2020 ein verändertes, weniger kompliziertes Fahrplankonzept gelten, wonach bis voraussichtlich Juni 2020 der Pendelverkehr zwischen Gottenheim und Endingen a. K. bestehen bleibt; somit entfällt in Gottenheim das Flügel/Kuppeln der Züge. Der Fahrplan soll damit stabilisiert werden und ein verlässlicher Betrieb gewährleistet sein. Im Juni wollen die Verantwortlichen dann zum alten Fahrplankonzept zurückkehren. Im Fahrplan 2023 werden die Züge der Linie S 11 von Endingen aber wieder regelmäßig in Gottenheim geflügelt und durchgebunden.

## Fahrzeugpark und Betrieb

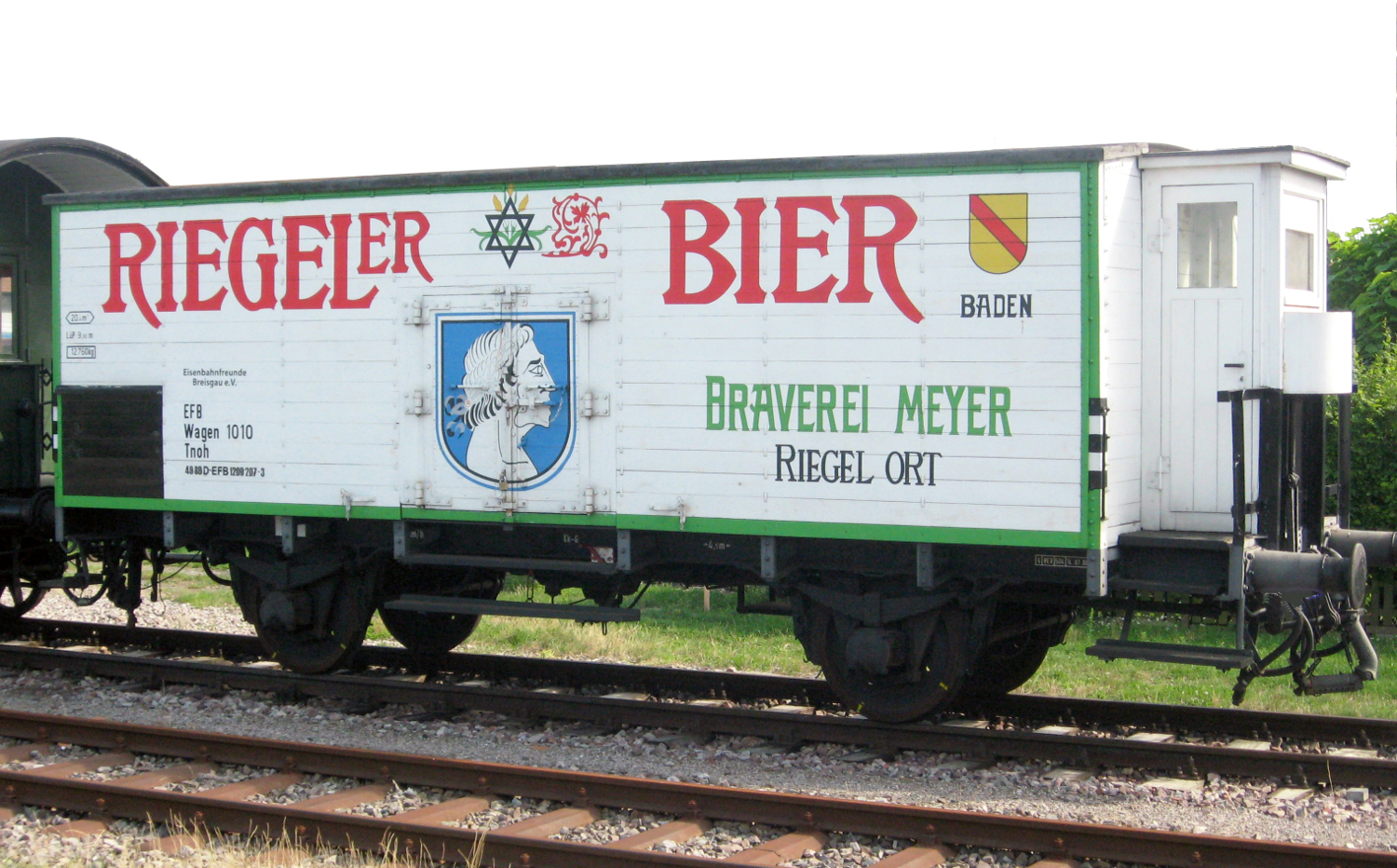
Letzter Bierkühlwagen der Riegeler Brauerei (Fuchs 1928, ex Karlsruhe 545101P)

Als Erstausstattung erhielt die Kaiserstuhlbahn fünf Tenderloks Nr. 333–337 der Bauart preußische T3, 15 zweiachsige Personenwagen mit offenen Bühnen und Oberlichtdächern, 9 Güterwagen und drei Bahnmeistereiwagen. Der größte Teil der Güterwagen wurde später bei der Staatsbahn eingestellt. Alle Fahrzeuge hatten bis zur Einführung der Druckluftbremse in den 1930er Jahren Heberleinbremsen. Als bedeutender Anschließer besaß die Riegeler Brauerei in Riegel am Kaiserstuhl eine größere Anzahl eigener Bierkühlwagen für den Bierversand, die alle als Privatgüterwagen bei der Staatsbahn eingestellt waren. Der einzige noch existierende Riegeler Bierkühlwagen ist beim Museumsdampfzug „Rebenbummler“ museal erhalten.
1927 führte die SEG den Triebwagenverkehr mit Verbrennungstriebwagen am Kaiserstuhl ein, womit die SEG zu den ersten Bahnen in Deutschland gehörte, die Verbrennungstriebwagen einsetzten. 1925 beschaffte die SEG bei Van der Zypen & Charlier eine Serie von sechs Triebwagen Nr. T1 bis T6, die fast alle wenigstens zeitweise auch am Kaiserstuhl fuhren und von denen der T24 (T4) museal erhalten blieb. Als Ersatz für den ausgebrannten T6 wurde 1935 der MAN-Triebwagen T22 geliefert. 1927 erhielt die Kaiserstuhlbahn die fabrikneuen Vierkuppler-Dampfloks Nr. 384 und 385 von Henschel, die der Henschel-Katalogtype Essen entsprechen. Lok 384 dient seit 1978 als Zuglok des Museumsdampfzugs Rebenbummler, der komplett aus ehemaligen SEG-Fahrzeugen der Kaiserstuhlbahn und anderer SEG-Strecken besteht.
1948 wurden von der Bundesbahn drei gebrauchte Dampflokomotiven vom Typ Württembergische T 6 gekauft, die als Nr. 391, 393 und 394 mindestens bis zur Mitte des Jahrzehnts im Einsatz waren. Lok 394 gelangte 1974 als Schaustück zum Europa-Park Rust und ist erhalten. Nach dem Übergang zur MEG 1953 verschrottete man weitgehend den alten Wagenpark der Erstausstattung von 1894/95 und ersetzte ihn durch modernere bzw. modernisierte Wagen von anderen ehemaligen SEG-Bahnen aus Rheinhessen. Sämtliche Dampfloks der T3-Bauart wurden im Laufe der 1950er Jahre verschrottet. Es folgte 1956 die Anschaffung der Diesellokomotive V44.01 des Typs Krauss-Maffei ML 440 C. Nach dem Kauf mehrerer fabrikneuer MAN-Schienenbusse VT23, VT25 und VT27 wurden die Altbau-Triebwagen T22 und T24 nur noch als Reserve benötigt. Von 1974 bis 1985 war die auf Normalspur umgebaute ehemalige DB-Schmalspurlok 252 902 (ex V 52 902) ex Mosbach–Mudau als V 46.01 am Kaiserstuhl in Einsatz.
Der  Fuhrpark der Kaiserstuhlbahn umfasste 2008 fünf Regio-Shuttles, mehrere Triebwagen und Steuerwagen des Typs NE 81, den MAN-Schienenbus VT28 sowie die zwei 1985 für die Kaiserstuhlbahn beschafften Dieselloks V102 und 103 (D 75 B'B') von Kaelble-Gmeinder. 15 Omnibusse erweitern das Fahrzeugangebot für den Straßenverkehr.
2014 investierte die SWEG in die Renovierung des Schienennetzes. Bis 2019 wurde die Strecke elektrifiziert. Seitdem wird die Teilstrecke Gottenheim – Riegel Ort – Endingen mit elektrischen Triebzügen des Typs Alstom Coradia Continental im landeseigenen Design durch die DB Regio betrieben. Auf der restlichen Strecke sollten Züge des Bauart Talent 3 von Alstom für die SWEG zum Einsatz kommen. Aufgrund von Lieferschwierigkeiten musste der Betrieb aber zunächst bis 2021 weiterhin mit Dieseltriebzügen bewältigt werden.

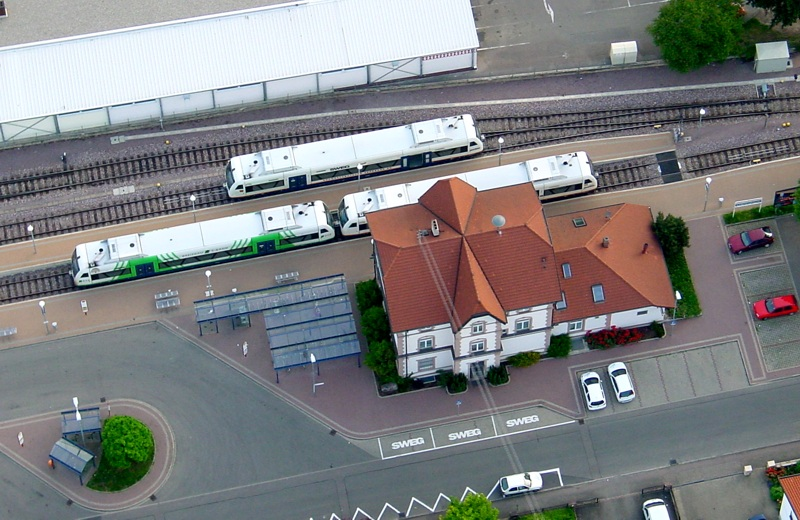
Bahnhof der Kaiserstuhlbahn in Endingen
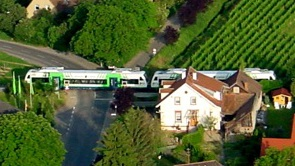
Die Kaiserstuhlbahn bei Oberrotweil